# 陸宗霖
陸宗霖博士（Dr. Luk Chung Lam，1935年6月21日—2002年8月15日），上海出生，是香港富豪及中國全國政協委員，主要從事玩具業及投資的商人。創辦和記港陸有限公司（中泛控股有限公司前身），亦為香港玩具廠商會創會會長，被尊稱為「玩具博士」。

## 簡歷

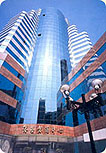
港陸黃浦中心

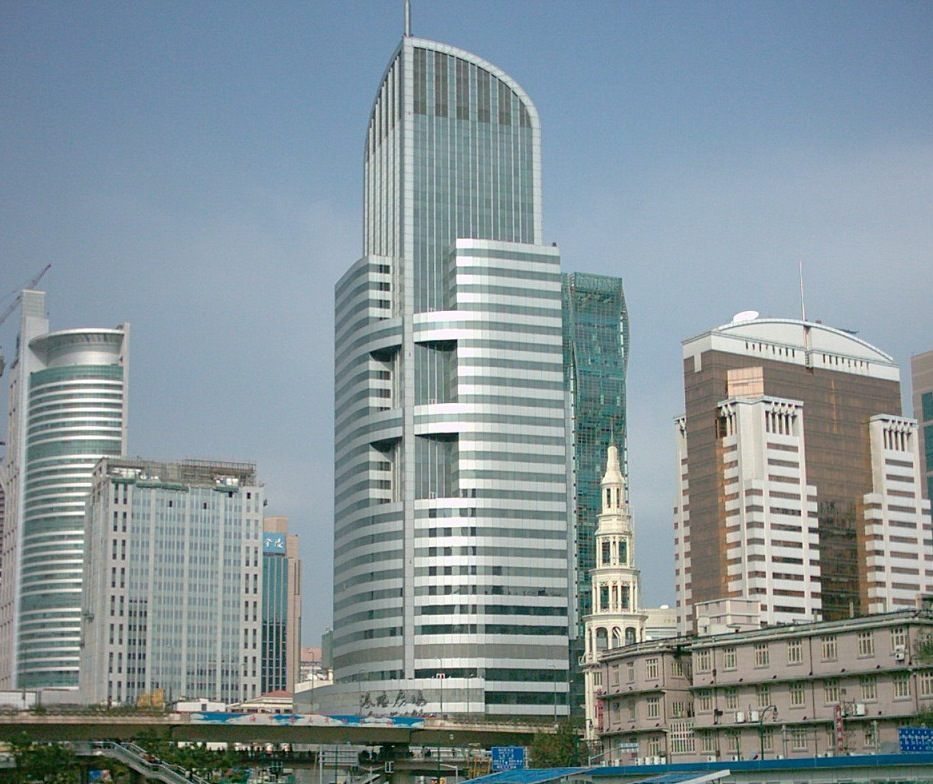
港陸廣場

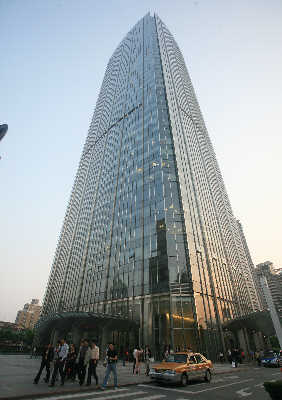
上海世紀商貿廣場

有「玩具博士」之稱的陸宗霖，因製造忍者龜而揚名。除了本業玩具外，也熱衷其他投資，包括地產發展及科技。也許是幸運及眼光獨到，這些投資大多都是賺多輸少。
陸宗霖據聞與李嘉誠私交甚篤，因此在許多投資上都有合作。
港陸集團創辦初期，所製造的忍者龜風靡全球，集團1990年的營業額高達20億元，成為全球最大玩具生產商。1991年港陸上市，次年陸宗霖看準了上海對外開放政策，涉足國內地產業務，於黃浦區進行舊區重建。其中著名的投資包括港陸廣場，港陸黃浦中心，上海世紀商貿廣場。1992年長實向陸宗霖購入港陸集團股份，入股百分之四股權，同時以八千多萬元購入一批可換股債券，行使後長實持股量接近一成。後來把玩具業務出售。
和黃及港陸的組合看來為雙方帶來幸運，2000年科網熱潮正盛，美國 Internet Capital Group (ICG) 來港借殼上市，由和黃集團董事總經理霍建寧引入，借殼港陸上市。消息令港陸股價急升，一度由一元二角升至最高的九元二角，單日成交金額高達十四億六千六百萬元，而陸宗霖當時身家已暴漲六十億元。

## 家庭
長子陸地（Lewis Luk）在商界及社會上比較活躍。他為和記港陸有限公司前副主席，港陸國際集團有限公司前執行董事及偉陸投資有限公司董事。此外，亦為胡百全律師事務所資深律師，並創立香港工業專業評審局及香港專利師協會。政治方面，陸地與父親同樣擔任多個重要公職，包括為中國人民政治協商會議廣東省委員會常務委員、香港特別行政區策略發展委員會經濟發展及與內地經濟合作委員會委員﹐太平紳士等。
女婿蔡克剛（Herbert Tsoi）是香港執業律師，並為前香港律師會會長。
- 陸宗霖先生(歿) = 徐玉妹女士(i)； 鄭蓉萍女士(ii)
  - 陸地先生 (Lewis Luk)(i) = 吳淑婷女士
    - 陸顯揚先生 (Henry Luk)
    - 陸顯龍先生 (Hayens Luk)
    - 陸怡女士

  - 陸西琳女士(i) = 蔡克剛先生 (Herbert Tsoi)
  - 陸濤女士(ii) (Monica Luk)

(i): 長房徐玉妹；

(ii): 二房鄭蓉萍；

## 名下馬匹
陸宗霖生前為香港賽馬會會員，曾在香港養有多匹馬，均以「玩具」命名，包括：玩具世界、玩具福將、玩具男爵、玩具勇士、玩具福星、馬迷福星。其中的玩具勇士，由梁定華訓練，競賽生涯中共取得5冠1亞1季，曾於1999年以四個馬位勝出新馬短途錦標。

## 慈善事務
陸宗霖熱心於慈善及教育事業，尤其是針對中國大陸婦女教育的問題。透過陸宗霖博士基金在家鄉上海的復旦大學設立獎學金，每年資助５名女碩士生及５名女博士生。

## 公職
- 中國人民政治協商會議第九屆全國委員會常務委員
- 第八屆全國人民代表大會常務委員
- 中華人民共和國香港特別行政區第一屆政府推選委員會委員
- 香港玩具廠商會創會會長

## 榮譽
- 玩具業傑出成就大獎